# Cassidocida aspidomorphae
Cassidocida aspidomorphae is een vliesvleugelig insect uit de familie Tetracampidae. De wetenschappelijke naam is voor het eerst geldig gepubliceerd in 1913 door Crawford.